# Le Mal par le mal
 (décembre 2023).
Pour plus de détails, voir Fiche technique et Distribution.
Le Mal par le mal (Band of the Hand) est un film américain réalisé par Paul Michael Glaser, sorti en 1986.

## Synopsis
Cinq jeunes délinquants sont envoyés dans un centre de détention où ils rencontrent un vétéran de la guerre du Viêt-nam.

## Fiche technique
- Titre : Le Mal par le mal
- Titre original : Band of the Hand
- Réalisation : Paul Michael Glaser
- Scénario : Leo Garen et Jack Baran
- Musique : Michel Rubini (en)
- Pays d'origine :  États-Unis
- Sociétés de production : Tri-Star Pictures et Delphi V Productions
- Genre : Action, policier, thriller
- Durée : 110 minutes
- Date de sortie : 11 avril 1986

## Distribution
- Stephen Lang (VF : Patrick Floersheim) : Joe Tegra
- Michael Carmine : Ruben Julian Pacecho
- Lauren Holly : Nikki
- Leon Robinson : Moss Roosevelt
- John Cameron Mitchell : James Lee MacEwen
- Danny Quinn : Carlos Rene Aragon
- Al Shannon : Dorcey Jon Bridger
- Paul Calderon : Tito
- James Remar : Nestor
- Larry Fishburne (VF : Med Hondo) : Cream